# Österreichische Exilorganisationen von 1934 bis 1945
Ab 1934 gab es im Ausland zahlreiche österreichische Exilorganisationen, die sich um österreichische Flüchtlinge und Emigranten kümmerten, künstlerisches und literarisches Schaffen im Exil förderten und sich mit unterschiedlicher Ausrichtung politisch gegen den Nationalsozialismus engagierten. Die ersten Organisationen bildeten sich kurz nach den Februarkämpfen 1934, weitere folgten nach dem Anschluss Österreichs im März 1938 und dem Ausbruch des Zweiten Weltkriegs 1939. Auf Grund der aus der Heimat mitgebrachten politischen Zersplitterung gab es in den einzelnen Exilländern meist mehrere verschiedene Gruppierungen, sozialdemokratische, kommunistische, christlichsoziale und legitimistische, wodurch es eine teilweise verwirrend hohe Zahl an teils kooperierenden, teils konkurrierenden Organisationen gab. Dies wird noch durch teilweise Namensgleichheit und Namensähnlichkeit verstärkt.
Folgend eine Liste von Exilorganisationen, nach Ländern geordnet:

## Europa

### Tschechoslowakei
- Auslandsbüro der österreichischen Sozialdemokraten, ab Februar 1934 bis 1938 in Brünn

### Belgien
- Auslandsvertretung der österreichischen Sozialisten, Zusammenschluss von Exil-Sozialdemokraten (SDAP) und Revolutionären Sozialisten (R.S.), von März bis Mai 1938 in Brüssel, dann verlegt nach Paris
- Österreichische Freiheitsfront, kommunistische Widerstandsorganisation in Belgien, die ab 1944 sogar bewaffnete Partisanengruppen aufstellte

### Frankreich
- Auslandsvertretung der österreichischen Sozialisten, im Mai 1938 von Brüssel nach Paris verlegt, 1940 weiter nach London

### Großbritannien
- Austrian Self-Aid
- Group of Austrian Communists in Great Britain / Gruppe Österreichischer Kommunisten in Großbritannien
- Council of Austrians in Great Britain / Österreichische Vertretungskörperschaft in Großbritannien
- Austrian Centre
- Young Austria in Great Britain / Junges Österreich in Großbritannien
- Austria Office / Österreichisches Amt
- League of Austrian Socialdemocrats in Great Britain / Vereinigung österreichischer Sozialdemokraten in Großbritannien
- Austrian League
- London Bureau of the Austrian Socialists in Great Britain / London Büro der österreichischen Sozialisten in Großbritannien
- Austrian Democratic Union / Oesterreichische Demokratische Union
- Free Austrian Movement (in Great Britain), kommunistisch dominierte Dachorganisation, der zuerst elf, später weitere 26 Exil-Organisationen angehörten
- Austrian Representative Committee
- Anglo-Austrian (Democratic) Society[1]

## Lateinamerika

### Mexiko
- Acción Republicana Austriaca en México, in Mexiko-Stadt

### Argentinien
- Austria Libre (Freies Österreich), in Buenos Aires[2]

### Uruguay
- Austria Libre, in Montevideo
- Comité Central Austríaco de America Latina, ab 30. Oktober 1943 Dachverband der Organisationen Freies Österreich in Lateinamerika

### Chile
- Austria Libre, in Santiago de Chile[3]

### Brasilien
- Comité de Proteção dos Interesses Austriacos em Brasil[4]

### Andere
Weitere kleinere Organisationen existierten außerdem in Kolumbien (Austria Libre, Bogotá), Kuba (Austria Libre, La Habana), Bolivien (Federación de Austriacos Libres, La Paz), Ecuador (Austria Libre, Quito und Guayaquil), Paraguay (Alianza Austriaca, Asunción), Peru (Austria Libre, Lima), der Dominikanischen Republik (Unión de Refugiados Austríacos, Trujillo) und in Venezuela (Austria Libre, Caracas).